# Seudo-Escimno
Pseudo-Escimno es el nombre dado por August Meineke a un autor griego desconocido que escribió un trabajo de geografía en griego clásico, una periégesis titulada La circunnavegación de la Tierra, verso anónimo publicado por primera vez en Augsburgo en 1600. El texto había sido originalmente atribuido a Marciano de Heraclea, y posteriormente a Escimno de Quíos, hasta que esta falsa autoría fue desvelada por Meineke (edición de 1846).
El texto del pseudo-Escimno estaba dedicado a un rey llamado Nicomedes, probablemente Nicomedes IV de Bitinia, lo cual situaría la composición de la obra en torno al 90 a. C. La obra es un resumen geográfico escrito en versos yámbicos, y describe con cierta extensión las costas de Iberia, Liguria, el Pontus Euxinus, y varias colonias de la Antigua Grecia, así como ciertas descripciones de los umbros, celtas, liburnios, y otros pueblos.
Según Aubrey Diller el autor más probable es Pausanias de Damasco, que vivió en Bitinia alrededor del año 100 a. C.